# Karnataka Ratna
Karnataka Ratna (kannada: ಕರ್ನಾಟಕ ರತ್ನ) - najwyższe cywilne wyróżnienie Karnataki. Ustanowione przez rząd stanowy w 1992. Przyznawane za wyjątkowe zasługi dla stanu.

## Nagrodzeni
- Kuvempu (1904-1994), pisarz i poeta (1992);
- Rajkumar (1929-2006), aktor (1992)
- Siddavanahalli Nijalingappa (1902-2000), polityk (1999)[2];
- Chintamani Nagesa Ramachandra Rao (ur. 1934), chemik (2000)[3];
- Bhimsen Joshi (1922-2011), muzyk (2005);
- Sree Sree Shivakumara Swamiji (ur. 1907), guru, działacz społeczny (2007);
- D. Javare Gowda (2008);
- Veerendra Heggade (ur. 1948), działacz społeczny (2009)